# Kostajnica (miasto Doboj)
Kostajnica (cyr. Костајница) – wieś w Bośni i Hercegowinie, w Republice Serbskiej, w mieście Doboj. W 2013 roku liczyła 1596 mieszkańców.